# Scaevola floribunda
Scaevola floribunda är en tvåhjärtbladig växtart som beskrevs av Asa Gray. Scaevola floribunda ingår i släktet Scaevola och familjen Goodeniaceae. Inga underarter finns listade i Catalogue of Life.